# Каюпово
Каюпово (баш. Ҡәйүп) — деревня в Белокатайском районе Республики Башкортостан Российской Федерации. Входит в состав Белянковского сельсовета.

## География

### Географическое положение
Расстояние до:
- районного центра (Новобелокатай): 58 км,
- центра сельсовета (Белянка): 4 км,
- ближайшей ж/д станции (Нязепетровская): 31 км.

## Население
| 2002 | 2009 | 2010 |
| ---- | ---- | ---- |
| 138  | ↘126 | ↘122 |

Согласно переписи 2002 года, преобладающая национальность — башкиры (95 %).

## Религия
В деревне есть мечеть «Айса».